# Кожухе
Кожухе је насељено мјесто у граду Добој, Република Српска, БиХ. Према попису становништва из 2013. године, у насељу је живјело 1.002 становника.

## Географија
Налазе се на средини пута Добој – Модрича.

## Становништво
| Демографија | Демографија | Демографија |
| Година      | Становника  | Становника  |
| ----------- | ----------- | ----------- |
| 1948.       | 2.089       |             |
| 1953.       | 2.078       |             |
| 1961.       | 1.933       |             |
| 1971.       | 1.697       |             |
| 1981.       | 1.605       |             |
| 1991.       | 1.471       |             |
| 2013.       | 1.002       |             |